# فرانسواز دیو
 فرانسوا دیُو (فرانسوی: Françoise Dürr‎؛ زاده ۲۵ دسامبر ۱۹۴۲) یک تنیس‌باز اهل فرانسه است.